# Salvatore Di Naro
(Sasà Di Naro)
Salvatore Di Naro (detto Sasà; Marigliano, 31 gennaio 1938) è un maestro di scherma italiano.

## Biografia

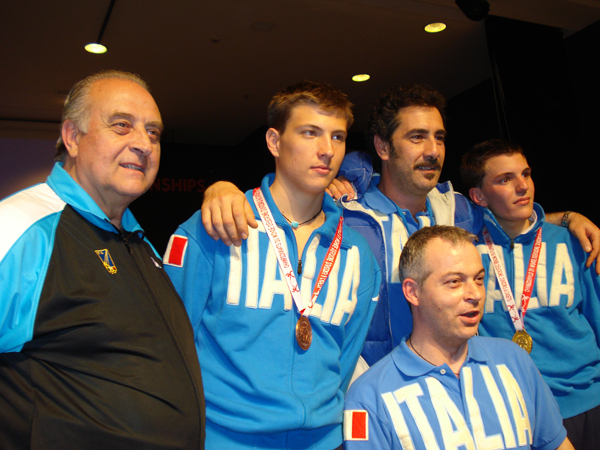
Con la nazionale giovani di fioretto nel 2007; da sinistra Salvatore Di Naro, Valerio Aspromonte, il tecnico Stefano Cerioni, Martino Minuto

Al contrario di molti altri maestri di scherma, non ha praticato questo sport da giovane. Lo conobbe durante i suoi studi all'ISEF, dove si diploma nel 1962 con 110 e lode.
L'anno dopo dovrebbe iniziare ad insegnare all'Istituto Tecnico Industriale di Pomigliano d'Arco, ma vince un concorso di ammissione all'Accademia di Scherma del Ministero della Pubblica Istruzione - Federazione Italiana Scherma. Dopo i tre anni del corso, nel 1966, ottiene il titolo di maestro di scherma. Il corso, durissimo, iniziò con 13 allievi, ma all'ultimo anno arrivarono in sette. Scopo del corso doveva essere il rientro nella scuola di provenienza, per mettersi a disposizione del Provveditorato agli Studi per diffondere la scherma fra i colleghi.
Tuttavia, immediatamente finito il corso, il maestro Giorgio Pessina gli propone di andare ad insegnare al Club Scherma Roma. Qui Di Naro rimarrà fino al 1992. Nel frattempo, insegna anche al centro federale dell'Acqua Acetosa. Sempre a Roma conosce l'atleta italo-ungherese Anna Maria Turba, che sposerà nel 1970. Avranno due figli.
Il suo primo impegno con la nazionale è nel 1968. In quest'anno accompagna la campionessa Irene Camber agli allenamenti preolimpici di Cervinia, ma il maestro Amilcare Angelini, allenatore della nazionale femminile di fioretto, gli chiede di unirsi allo staff.
Nel 1980 avrebbe dovuto accompagnare la stessa nazionale fioretto femminile alle Olimpiadi di Mosca, ma il boicottaggio lo obbliga a rimanere in Italia. Si rifarà negli anni successivi, ma tanto per non rimanere con le mani in mano porta la squadra a vincere l'oro nei mondiali del 1982 a Roma. In quegli stessi anni ha fra i suoi allievi Stefano Cerioni, futuro commissario tecnico della nazionale azzurra.
A Los Angeles (1984) Dorina Vaccaroni vince il bronzo individuale. A Seoul (1988) la squadra (composta da Francesca Bortolozzi, Annapia Gandolfi, Lucia Traversa, Dorina Vaccaroni e Margherita Zalaffi) conquista l'argento. 
A Barcellona (1992), infine, lo aspettano due ori. Giovanna Trillini vince la prova individuale, mentre l'altro oro è appannaggio della squadra composta dalla stessa Trillini con Diana Bianchedi, Francesca Bortolozzi, Dorina Vaccaroni e Margherita Zalaffi.
Contemporaneamente, insegna nella Scuola Magistrale per ben tre corsi.
Il suo ruolo nel Club Scherma Roma cresce fino a fargli ricoprire, dal 1977, l'incarico di direttore tecnico. In questo periodo fa crescere numerosi atleti di valore (Carola Cicconetti, Lucia Traversa, Marco Arpino, Gianmarco Amore, Nelli, De Santis).

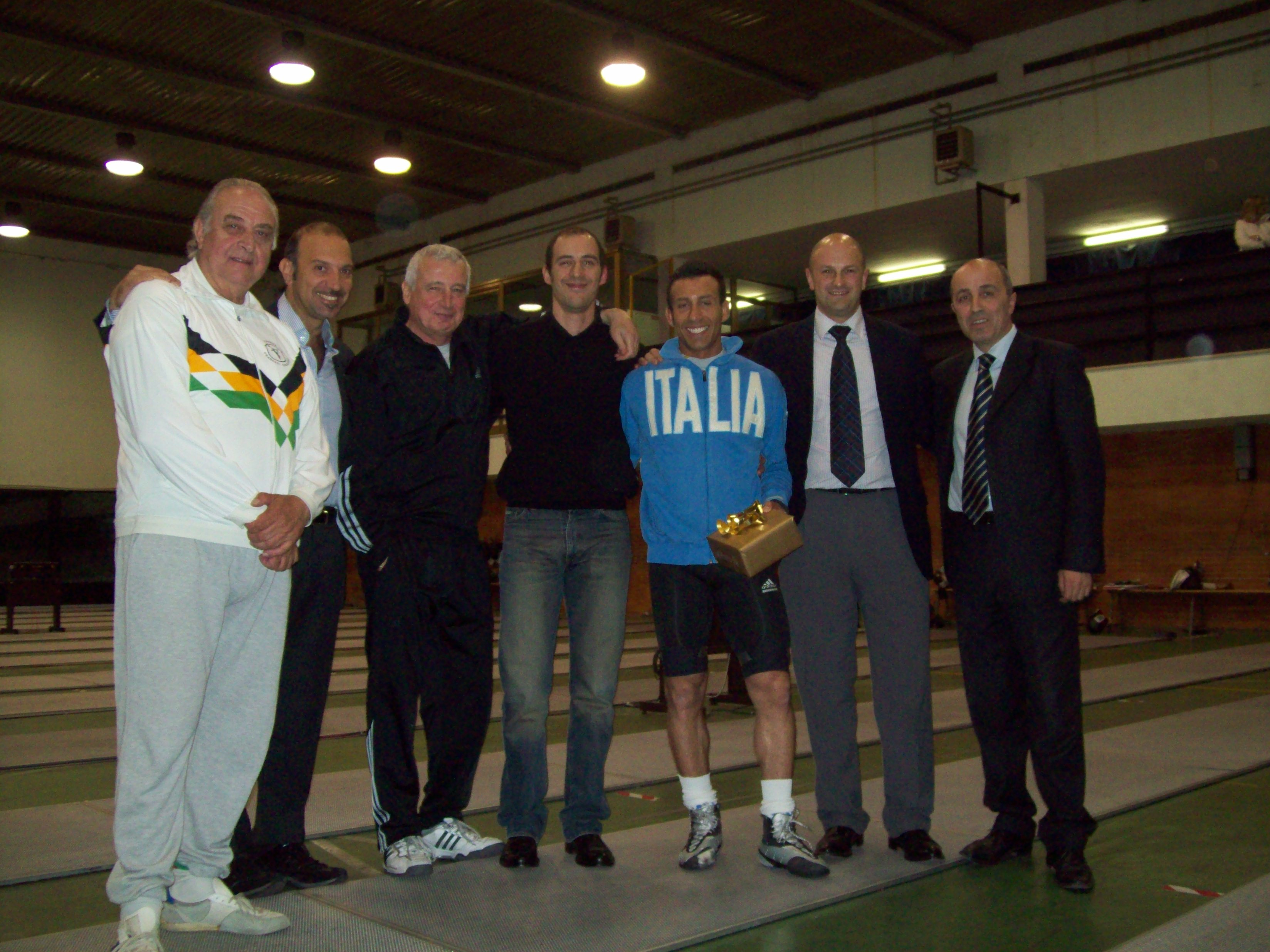
L'ASD Frascati consegna un premio a Sasà (a sinistra) assieme al suo allievo Stefano Barrera (terzo da destra), dopo la vittoria di questo ai mondiali del 2008

Nel 1993, tuttavia, alla fine della presidenza di Renzo Nostini alla Federazione Italiana Scherma, la nuova dirigenza decide di "rinnovare", e Sasà viene messo da parte. Passa allora al Frascati Scherma, dove vivrà quella che lui definirà una seconda giovinezza.
Anche qui porterà numerosi atleti al successo. Ilaria Salvatori vince i Campionati Mondiali Giovani del 1999, mentre Marco Ramacci la prova a squadre del Campionato mondiale di scherma 2003 (L'Avana).
Nel 2005 il suo allievo Cerioni assume la guida della nazionale di fioretto maschile. Chiede a Sasà di tornare a far parte della squadra nazionale, e questi accetta. Chiede però di non seguire la nazionale in tutti gli allenamenti, per continuare a dedicare tutte le attenzioni a Frascati, dove segue tutte le categorie del fioretto, dai più piccoli sino ai campioni.
Vive un anno di successi nel 2006, quando Valerio Aspromonte vince un doppio oro (individuale ed a squadre) ai Campionati mondiali giovani di Taebaek City, assieme al bronzo individuale e l'argento a squadre nei Campionati Europei di Poznan, proprio mentre Stefano Barrera conquista il bronzo individuale ai mondiali di Torino. Nello stesso anno viene nominato Maestro dell'anno dal comitato regionale FIS del Lazio.
Annuncia di voler andare in pensione alla fine del 2008, e proprio in quest'ultima stagione sportiva arriva un altro grande risultato di un suo allievo. Stefano Barrera guida la squadra italiana all'oro nei mondiali di Pechino. Un Oro ancor più importante perché avrebbe potuto essere olimpico se il CIO non avesse escluso il fioretto maschile a squadre dal programma dei Giochi Olimpici di Pechino di quell'anno.
Anche dopo la pensione continua a collaborare col Frascati Scherma, anche per l'apertura di una seconda sala nel quartiere Collatino di Roma.

## Palmarès
Con la nazionale di fioretto femminile ha vinto:
Olimpiadi
2 medaglie d'oro
1 medaglia d'argento
1 medaglia di bronzo
Nel solo periodo della sua permanenza presso l'ASD Frascati, gli atleti da lui allenati hanno vinto:
Campionati del mondo (tutte le categorie)
9 medaglie d'oro
3 medaglie d'argento
4 medaglie di bronzo
Campionati europei (tutte le categorie)
2 medaglie d'oro
1 medaglia d'argento
7 medaglie di bronzo
Universiadi
3 medaglie di bronzo
Giochi del Mediterraneo
1 medaglia d'oro
1 medaglia d'argento